# Мальцев, Семён Петрович
Семён Петрович Мальцев (7 апреля 1901 — 6 февраля 1943) — советский военачальник, полковник (1942), участник Великой Отечественной войны.

## Биография
Семён Петрович Мальцев родился 7 апреля 1901 года в городе Балта в еврейской семье.
С ноября 1917 года по апрель 1918 года в Красной гвардии. Участник Гражданской войны в России. В составе красногвардейского отряда участвовал в боях с гайдамаками, петлюровцами и германскими войсками. После неудачных боёв с немцами под Бирзулой скрывался в родном городе и в Одессе. В конце 1918 года перебрался в Новороссийск, где работал в порту и на ж/д станции. Затем уехал в Ростов-на-Дону, где также работал в порту и на заводе. В октябре 1919 года арестован «за агитацию среди рабочих и солдат». После захвата Ростова-на-Дону войсками 1-й Конной армии освобождён из под стражи. В январе — феврале 1920 года в составе особой группы при политическом отделе 1-й Конной армии участвовал в боях с войсками генерала А. И. Деникина, был ранен. С декабря 1921 года по апрель 1922 года комиссар особого отряда незаможников.
В сентябре 1922 года С. П. Мальцев призван в Красную Армию и краснофлотцем-политбойцом направлен в 6-й авиаотряд. В дальнейшем на различных политических руководящих должностях. В январе 1931 года назначен военным комиссаром Балаклеевского артиллерийского склада № 29 и начальником строительства Балаклеевского артиллерийского завода. В том же году экстерном окончил пехотную школу. В 1936 году окончил Военную академию механизации и моторизации РККА им. И. В. Сталина и вскоре назначен исполняющим должность начальника 1-й части штаба 8-й отдельной механизированной бригады.
Начало Великой Отечественной войны встретил, находясь на учёбе в Академии Генштаба РККА имени К. Е. Ворошилова. По её окончании, в июле 1941 года назначен начальником штаба 11-го танкового корпуса. В августе того же года — начальник штаба 109-й танковой дивизии. Во время Ельнинской наступательной операции, несмотря на полученный в ходе боя перелом руки, продолжал руководить штабом дивизии. В марте 1942 года назначен командиром учебного полка резерва Красной Армии. Через два месяца переведён на должность начальника штаба 2-го танкового корпуса. С 28 мая по 9 июня 1942 года временно исполнял должность командира корпуса. Участвовал в планировании боевых действий корпуса в оборонительной фазе Сталинградской битвы.
6 февраля 1943 года Семён Петрович Мальцев погиб в бою в ходе Ворошиловградской наступательной операции. Похоронен в Луганске.

## Награды
- орден Ленина
- орден Красного Знамени
- орден Суворова 2-й степени
- медаль «XX лет Рабоче-Крестьянской Красной Армии»